# Timea
Timea är ett släkte av svampdjur. Timea ingår i familjen Timeidae.
Timea är enda släktet i familjen Timeidae.

## Dottertaxa tillTimea, i alfabetisk ordning[1]
- Timea acutostellata
- Timea agnani
- Timea alba
- Timea anthastra
- Timea aurantiaca
- Timea authia
- Timea bifidostellata
- Timea bioxyasterina
- Timea capitatostellifera
- Timea centrifera
- Timea chiasterina
- Timea chondrilloides
- Timea crassa
- Timea cumana
- Timea curvistellifera
- Timea fasciata
- Timea floridusa
- Timea geministellata
- Timea granulata
- Timea hallezi
- Timea hechteli
- Timea innocens
- Timea intermedia
- Timea irregularis
- Timea juantotoi
- Timea lophastrea
- Timea lowchoyi
- Timea micraster
- Timea mixta
- Timea moorei
- Timea ohuirae
- Timea ornata
- Timea parasitica
- Timea perastra
- Timea simplistellata
- Timea sphaerastraea
- Timea spinatostellifera
- Timea stellata
- Timea stellifasciata
- Timea stellifera
- Timea stelligera
- Timea stellivarians
- Timea stenosclera
- Timea tethya
- Timea tethyoides
- Timea trigonostellata
- Timea tristellata
- Timea unistellata
- Timea xena